# Willem van Heythuysen
Das Gemälde Willem van Heythuysen (Öl auf Leinwand 204,5 × 134,5 cm), welches um 1625/1630 entstanden ist, das einzige uns bekannte lebensgroße Porträt von Frans Hals. Es zeigt den wohlhabenden Garn-Händler Willem van Heythuysen, welcher, wie Frans Hals selbst, in Haarlem wohnte. Dieser steht im Vordergrund vor einem purpurfarbenen Vorhang, welcher fast zur Gänze eine Art Portal verdeckt – wie zu einem Tanzschritt ansetzend –, so dass der Betrachter ihn in einer Dreiviertelansicht sieht. Seinen linken Arm hat er in die Hüfte gestemmt, während seine rechte Hand einen kostbaren Degen umfasst.
Willem van Heythuysen ist für seine Zeit schlicht und sehr stilvoll gekleidet. Ein breitkrempiger schwarzer Hut umrahmt ein ziemlich gewöhnliches Gesicht: derb, mit starken Wangenknochen, einer kräftigen Nase, modischem Schnurr- und Kinnbart sowie auffallend großen Ohren. Er hat den Blick aus seinen nur leicht geöffneten Augen von oben herab auf den Betrachter gerichtet. Eine kostbare Spitzenkrause umrahmt das Gesicht von unten. Er trägt ein kostbares Gewand aus holländischem Satin, Spitzenstulpen, einen prunkvollen Gürtel, schwarzblaue Strümpfe und schwarze Lackschuhe mit halbhohen Absätzen.
Im Bildhintergrund ist ein Liebespaar zu sehen, welches zusammen mit den Rosen in der linken unteren Bildecke und dem Reichtum und der Pracht, in der Willem van Heythuysen dargestellt ist, die Vergänglichkeit der Jugend und der Schönheit symbolisieren.
Die Maße dieses Porträts, die theatralische Pose, die Inszenierung der Persönlichkeit und ihres Hintergrundes lassen Stärke, Macht, Selbstbewusstsein, eisernen Willen und Durchsetzungsvermögen erkennen. Frans Hals betont ganz besonders das Gesicht und die Hände, indem er den Lichteinfall und die Komposition des Gemäldes, z. B. die Falten des Vorhanges, darauf konzentriert.
Willem van Heythuysens Gesicht ist realistisch und nicht idealisiert dargestellt. Er schaut von oben auf den Betrachter herab, was durch die Größe und die Platzierung des Bildes noch mehr hervorgehoben wird. Sein Blick ist klar, ernst und selbstsicher, sein Mund locker geschlossen und ausdruckslos. Seine aufrechte Haltung und die ausgestreckte Hand an dem Degen vermitteln einen militärischen Eindruck. Er greift den Degen sicher und selbstbewusst und hält ihn weniger als Stütze denn zur persönlichen Zurschaustellung. Die Hand, die den Degen hält, verleiht dem Bild ebenso Tiefe wie die Stellung seiner Füße, die von Eleganz zeugt, und die Drehung des Körpers. Die leichte Neigung nach hinten und die Art, wie Willem van Heythuysens linke Hand auf seiner Hüfte aufliegt, betonen die theatralisch gestellt wirkende Pose vor dem roten Samtvorhang.
Frans Hals schildert uns Willem van Heythuysen holländisch nüchtern und als einen wohlhabenden, geachteten Mann, der zur Bedeutung und zum Reichtum Hollands beitrug.